# ルイ・ル・ヴォー

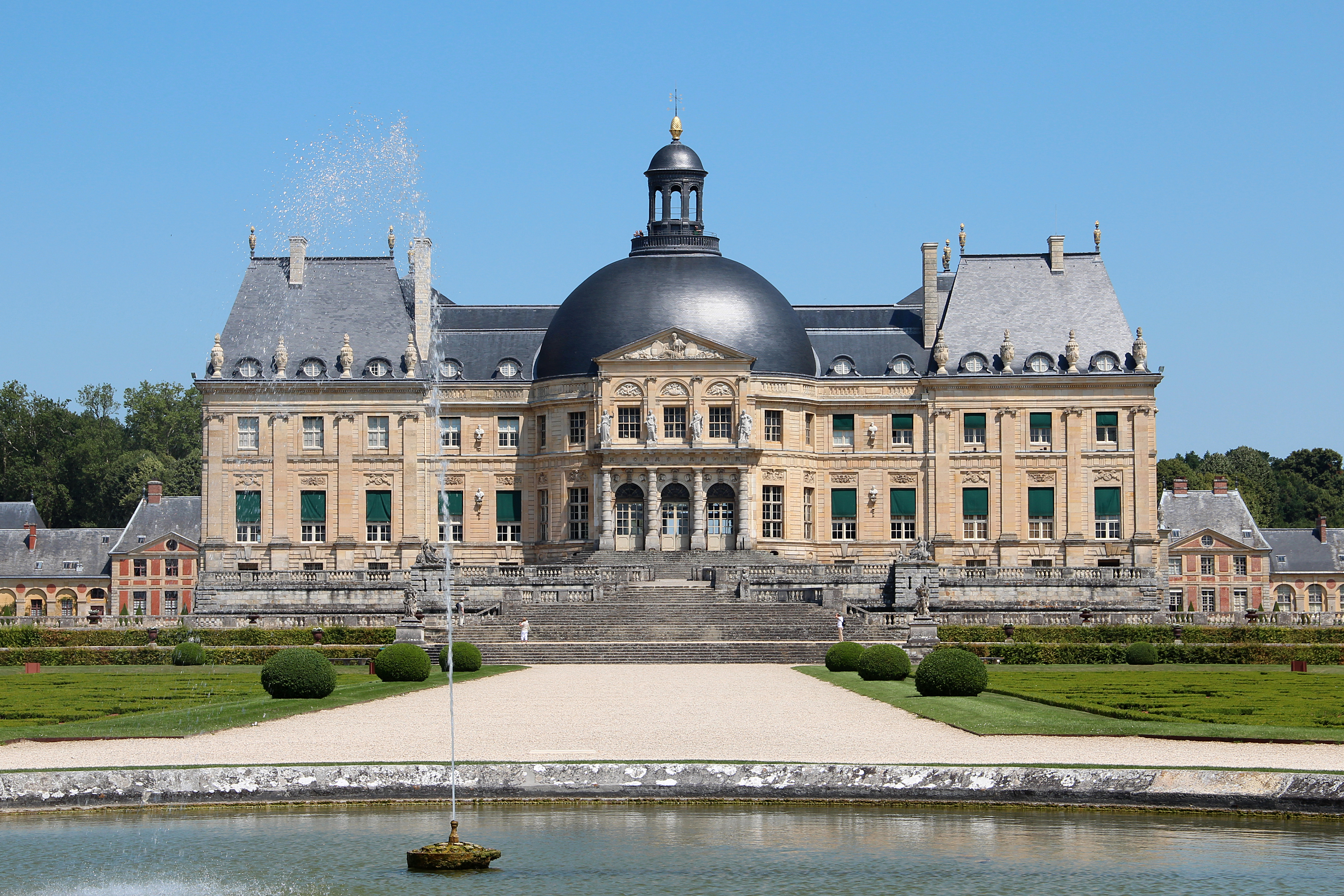
ヴォー＝ル＝ヴィコント城

ルイ・ル・ヴォー（Louis Le Vau、1612年 - 1670年10月11日)は、フランスの建築家。

## 生涯
1612年にフランスのパリで生まれた。弟も建築家であり、石工だった父のもとで建築技法を学ぶ。一家で、様々な建築プロジェクトに関わった。
1654年に宮廷の建築家に召し抱えられた。ルイ14世のもとで活躍。ヴァンセンヌ城の改築を手掛け甦らせた。その後は王室建築総監に任じられた。大蔵卿ニコラ・フーケが自分の地所にヴォー＝ル＝ヴィコント城を建設した時にルヴォーも雇われた。同時に雇われた、画家のシャルル・ルブラン、造園家のアンドレ・ル・ノートルも、ルヴォーとともにヴェルサイユ宮殿の建設にも採用された。
1670年にパリで死去。
フランス・バロック様式の建築が専門で、パリサン＝ルイ島のオテル・ランベールをはじめとしてヴォー＝ル＝ヴィコント城館、パリ大学の学寮コレージュ・デ・キャトル・ナシオン、大トリアノン宮殿、ローザン邸 、テュイルリー宮殿の建築に関与した。

## 作品

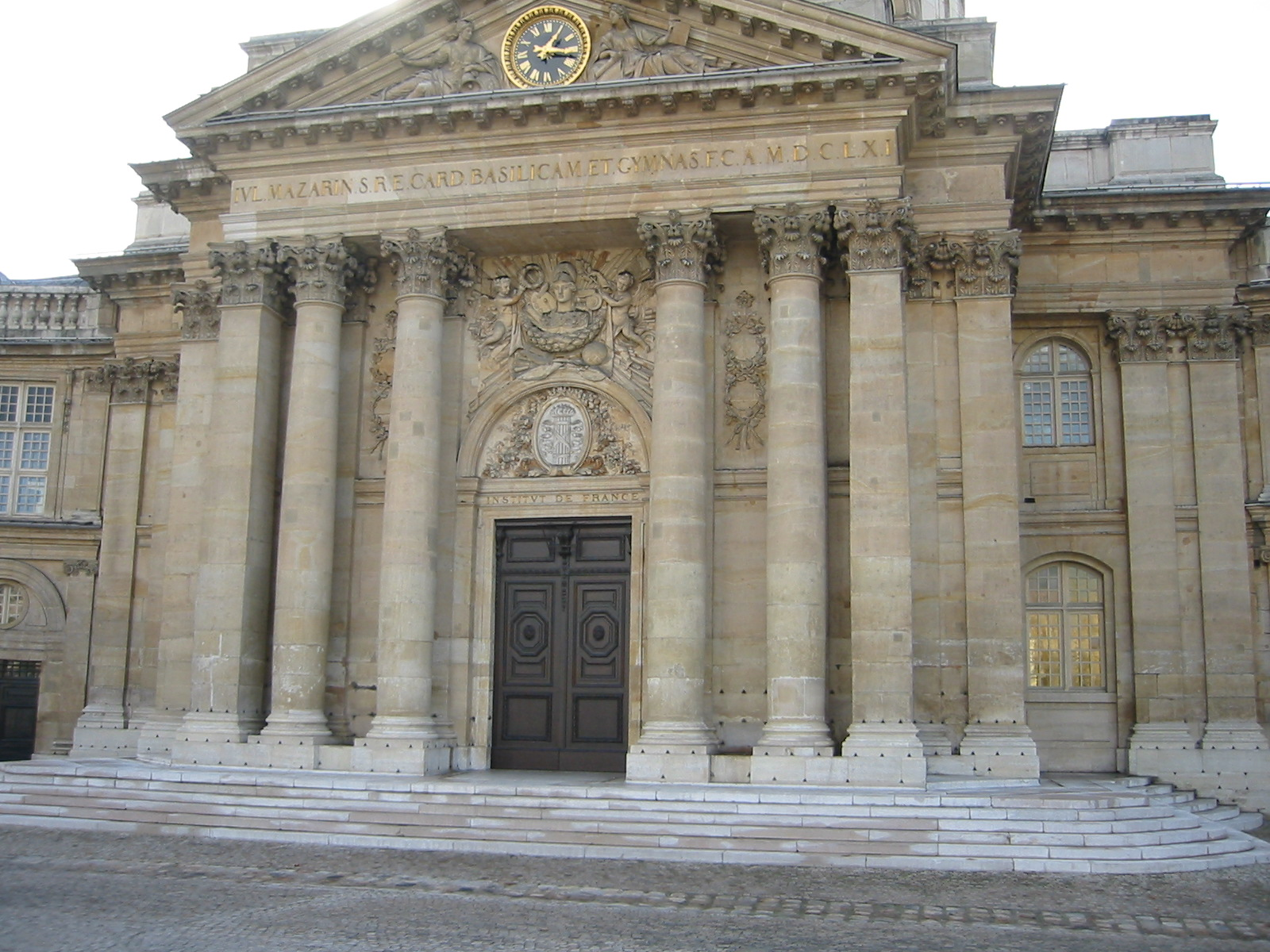
コレージュ・デ・キャトル・ナシオン（現在のフランス学士院）
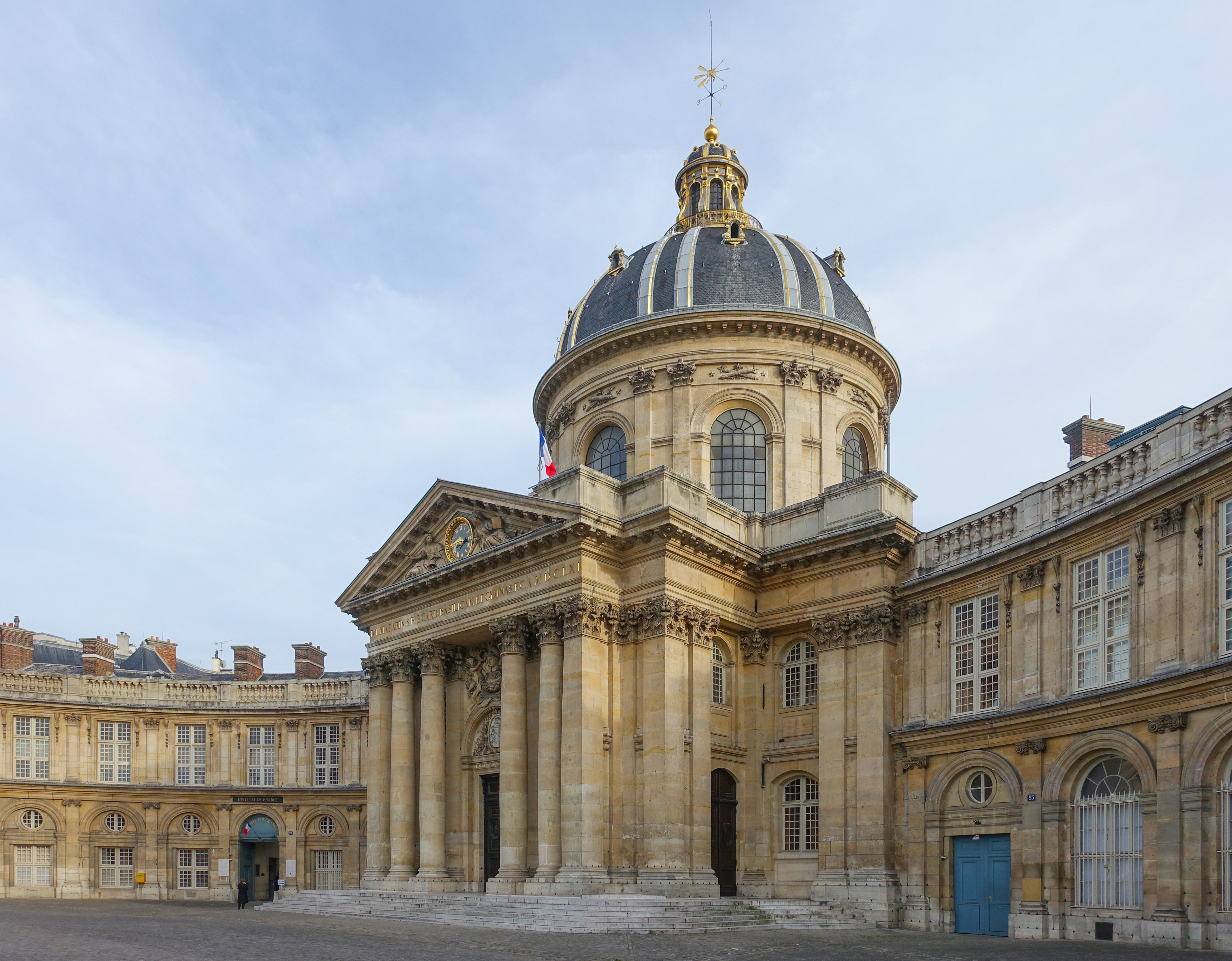
コレージュ・デ・キャトル・ナシオン（フランス学士院）
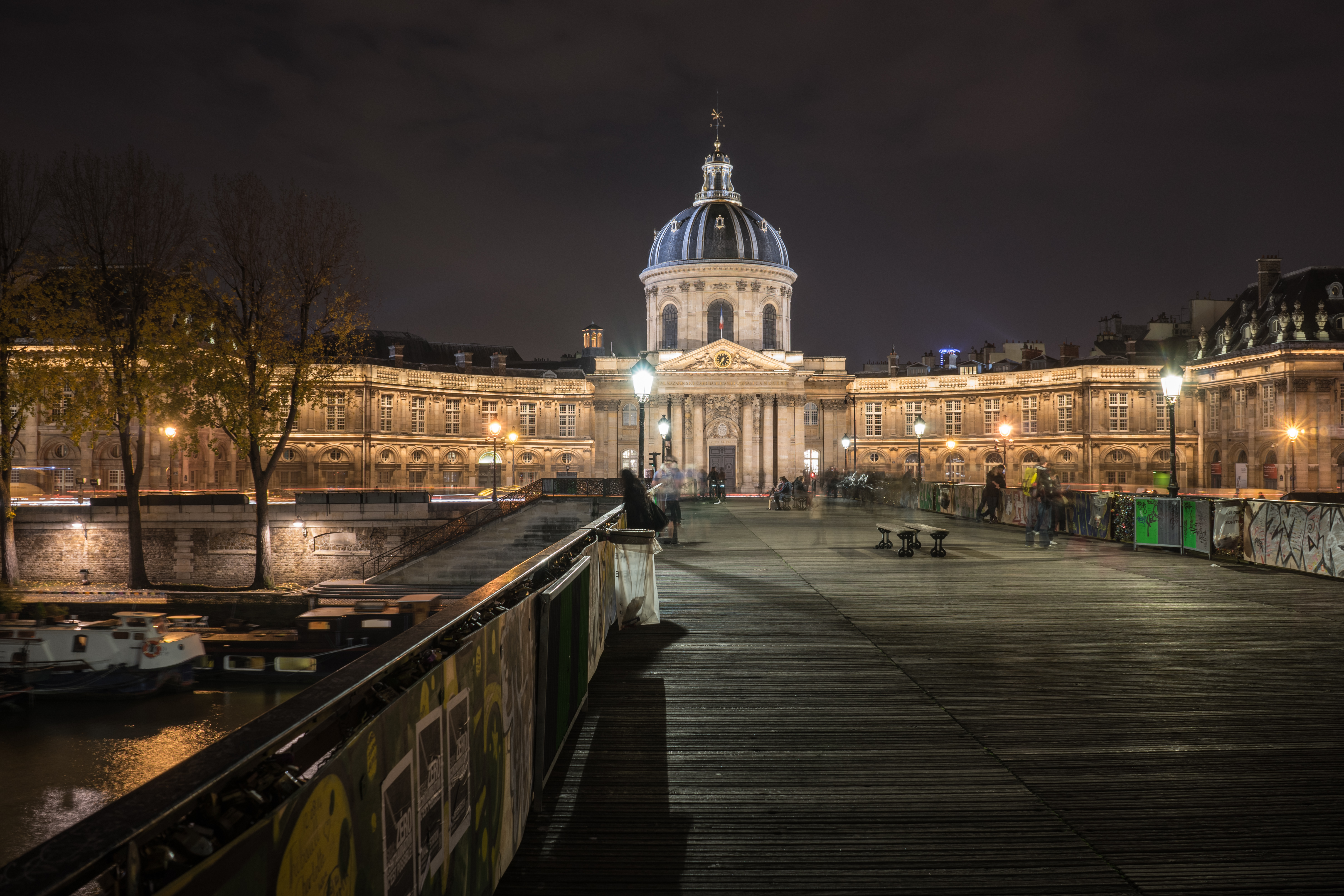
フランス学士院の夜景
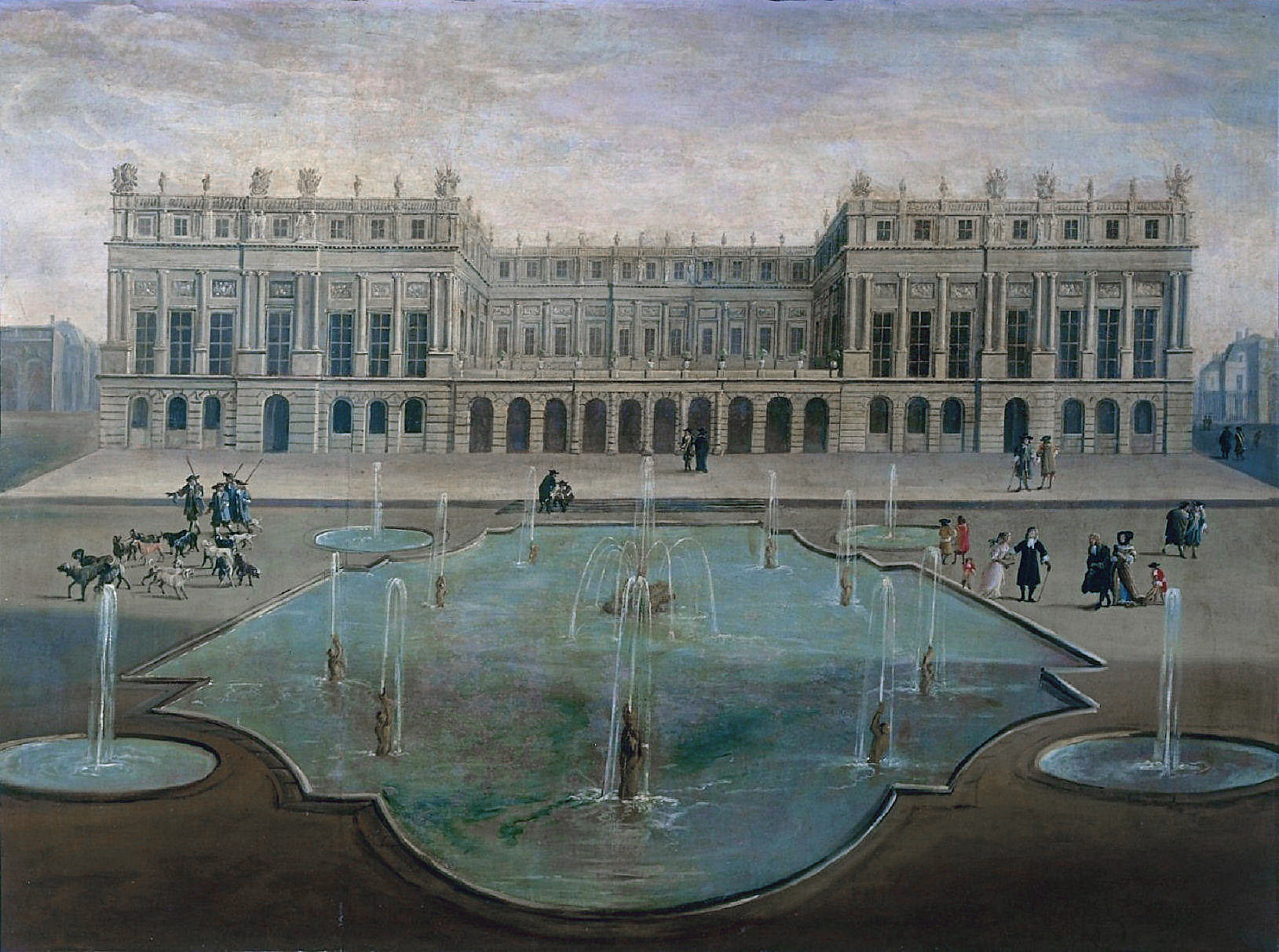
ヴェルサイユ宮殿
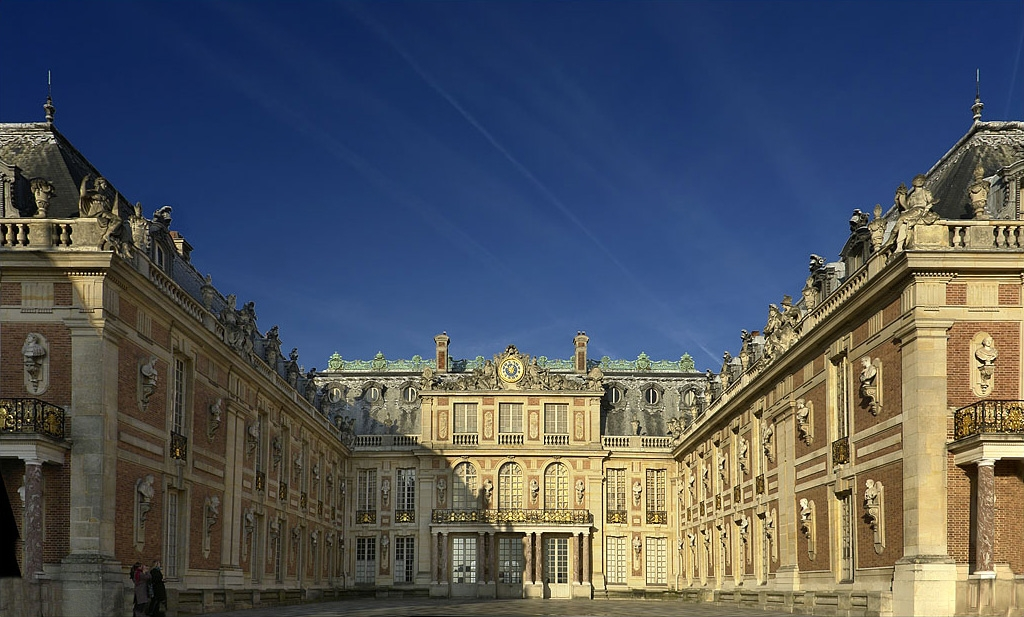
ヴェルサイユ宮殿
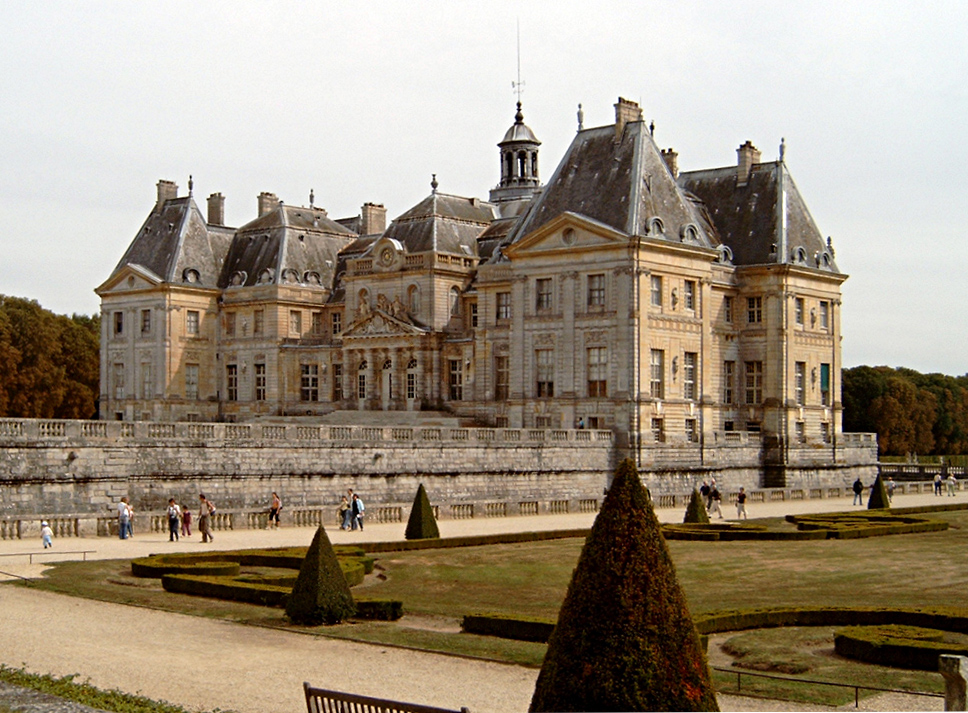
ヴォー＝ル＝ヴィコント正面
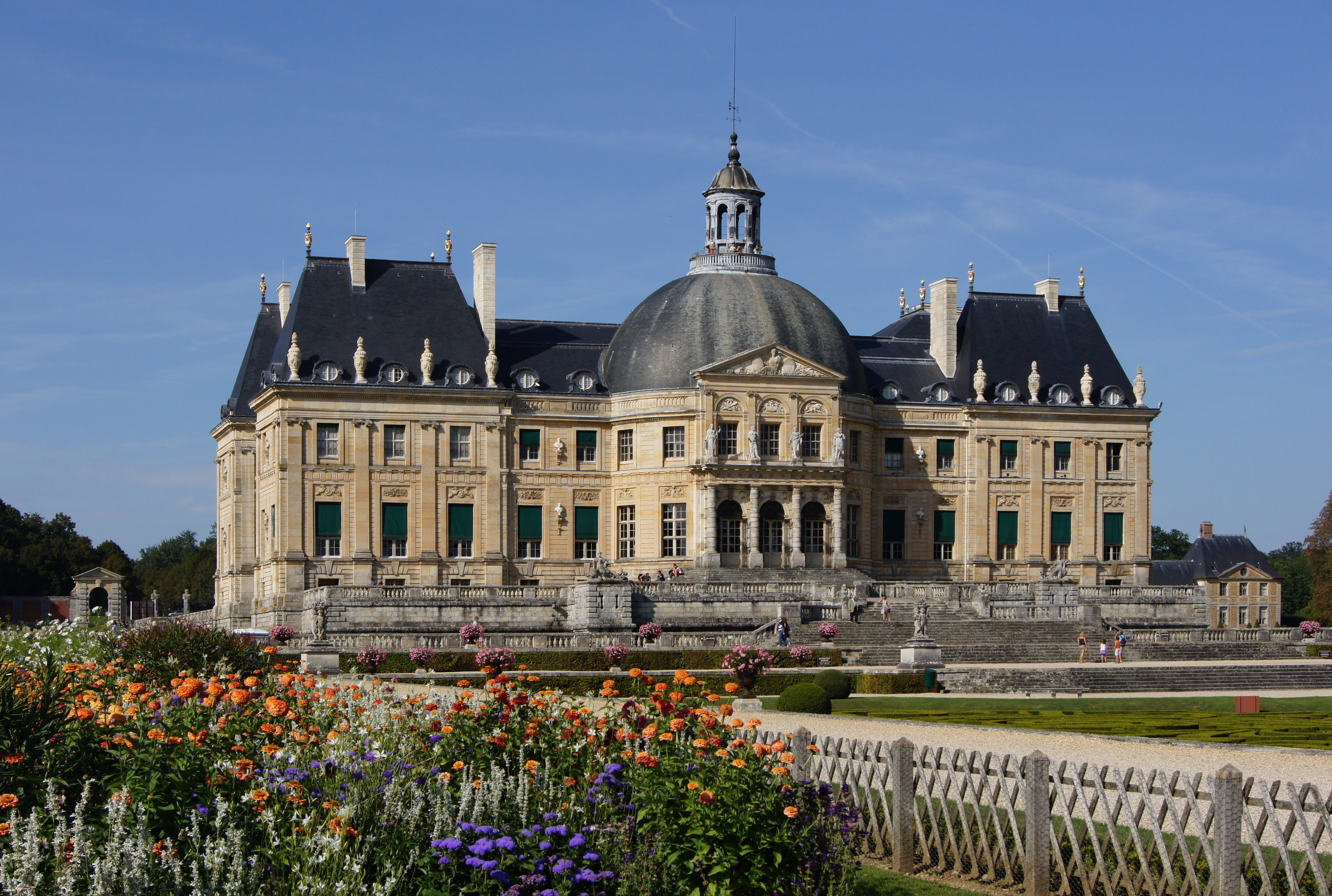
ヴォー＝ル＝ヴィコント
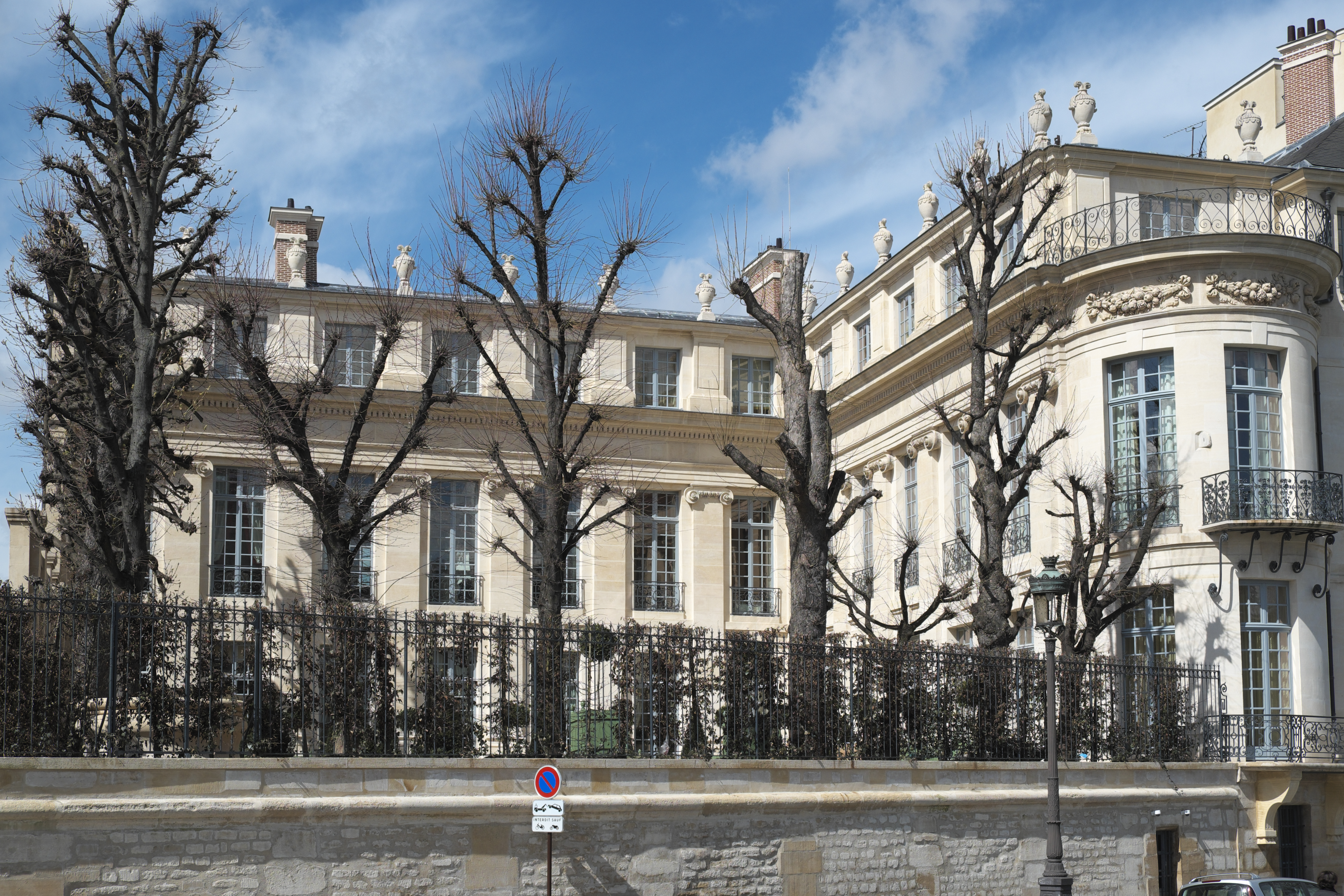
オテル・ランベール